# Repúbliques marítimes

Bandera de les Repúbliques Marítimes (de dalt a baix i d'esquerra a dreta: Venècia (Lleó de Sant Marc); Gènova (creu de Sant Jordi); Amalfi (creu de Malta) i Pisa (creu trilobulada)

Repúbliques marítimes.
Venezia = Venècia; Genova = Gènova

Les Repúbliques Marítimes és la denominació genèrica amb què es coneixen un seguit de ciutats costaneres de la Mediterrània, especialment italianes, que entre els segles x i el xvi gaudiren de prosperitat econòmica gràcies a llur activitat comercial, en un context de gran autonomia política.
Generalment, la definició es refereix en particular a quatre ciutats italianes: Amalfi, Gènova, Pisa i Venècia. La més rellevant d'aquestes va ser sens dubte la Sereníssima República de Venècia, que va conquerir grans porcions de territori a Itàlia, ja que arribà a pocs quilòmetres de Milà, per l'est, fins a l'Adriàtica i Grècia per l'oest (on destacaven les illes de Creta i Xipre).
Venècia controlava el comerç a la Mediterrània oriental, i la gran república rival, Gènova, tenia el monopoli a la Mediterrània occidental.
No obstant això, altres ciutats marítimes italianes gaudien igualment d'independència (govern autònom sota la forma de república oligàrquica, moneda, armada, etc.) i havien participat en les croades, posseïen una flota de naus, tenien llotges de comerç i consoli delle nationes («cònsols de les nacions») que vigilaven els interessos comercials als ports mediterranis. Entre aquestes ciutats hi havia Gaeta, Ancona, Noli i Ragusa (a Croàcia). La República de Ragusa, avui Dubrovnik, a la costa adriàtica, tingué molta importància en aquella època. Ancona tenia cònsols i magatzems a Barcelona i València
Les ciutats catalanes dins dels diferents regnes de la Corona d'Aragó, encara que dins d'un marc polític diferent (per l'existència de la monarquia), tingueren paral·lelismes amb les repúbliques marítimes italianes com a potències marítimes rivals durant la mateixa època. Entre elles destacaren les ciutats de Barcelona des del segle xiii i València al xv.

## Orígens
La recuperació econòmica que va tindre lloc a Europa als voltants de l'any 1000, unida a la inseguretat de les rutes de comunicació internes terrestres, va fer que les principals rutes comercials es desenvoluparen al voltant de les costes mediterrànies. En aquest context, la creixent independència que assumien algunes ciutats amb port les portà a assumir un paper de primer ordre a l'escena europea.
Les ciutats portuàries estaven exposades a les incursions de pirates, especialment sarraïns, i per aquesta raó organitzaren de forma autònoma la seua defensa, amb poderoses flotes de guerra, als segles x i xi passaren a l'ofensiva, aprofitant-se de la rivalitat entre els bizantins i les potències islàmiques.